# HMS Inflexible (1907)
«Інфлексібл» (англ. HMS Inflexible) був одним із трьох лінійних крейсерів типу «Інвінсібл», побудованих для Королівського флоту до Першої світової війни та брав активну участь у бойових діях.

## Історія створення
Лінійний крейсер «Інфлексібл» був закладений 5 лютого 1906 року на верфі фірми John Brown & Company у Клайдбанку. Спущений на воду 26 червня 1907 року, вступив у стрій 20 жовтня 1908 року.

## Служба
Він намагався атакувати німецький лінійний крейсер «Гебен» і легкий крейсер Бреслау в Середземному морі, коли почалася війна, і вона разом зі своїм однотипним кораблем «Інвінсбл» потопила німецькі броньовані крейсери «Шарнгорст» і під час Фолклендської битви. «Інфлексібл» бомбардував османські форти в Дарданеллах у 1915 році, але був пошкоджений вогнем у відповідь і підірвався на міні під час маневру. Крейсеру довелося викинутись на мілину, аби запобігти затопленню, але корабель залатали та відправили на Мальту, а потім на Гібралтар для подальшого ремонту. Пізніше його перевели до Великого флоту, крейсер пошкодив німецький лінійний крейсер «Лютцов» під час Ютландської битві в 1916 році та спостерігала за вибухом «Інвінсбл». Після війни корабель визнали застарілим і в 1921 році продали на брухт.

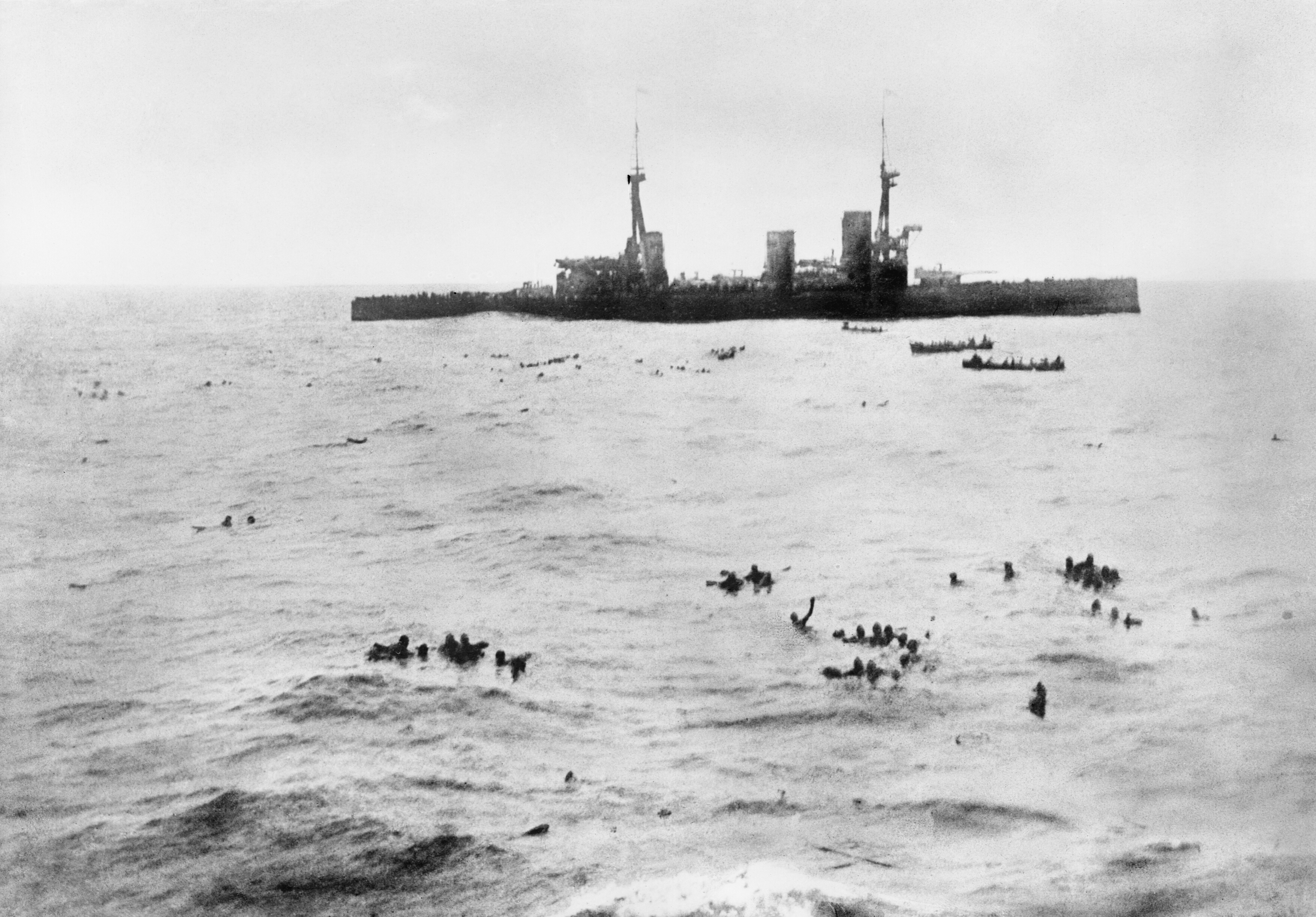
«Інфлексібл» рятує уцілілих з потопленого «Гнейзенау»